# Skjomen
Skjomen ou Skjomenfjord, est un fjord qui bifurque de l'Ofotfjord. Il est situé à proximité de Narvik dans le comté de Nordland, dans le nord de la Norvège.